# Movimento Político Cristão Europeu
O Partido Político Cristão Europeu (PPCE)  (em inglês: European Christian Political Party, ECPP), anteriormente conhecido como Movimento Político Cristão Europeu (MPCE), é um partido político europeu que une partidos nacionais de toda a Europa que compartilham políticas influenciadas pelo cristianismo, geralmente seguindo os ideais da democracia cristã ou da direita cristã. Os partidos membros são geralmente mais socialmente conservadores e eurocéticos do que o Partido Popular Europeu.
Foi fundada em novembro de 2002 em Lakitelek, Hungria. Ele elegeu seu primeiro conselho em janeiro de 2005 e foi registado na Holanda em setembro de 2005. O primeiro presidente do PPCE foi Peeter Võsu, do Partido dos Democratas Cristãos da Estónia. O partido tem trinta membros de dezesseis países. Os movimentos juvenis estão unidos na ECPYouth. A organização da juventude começou em 2004 e instalou seu primeiro conselho no verão de 2005.
O PPCE para o período 2014-2019 tinha seis membros do Parlamento Europeu: Peter van Dalen da ChristianUnion (NL), Bas Belder do Partido Reformado Holandês (SGP) (NL), Branislav Škripek do OL'aNO (SK), Arne Gericke do Bündnis C (DE), Marek Jurek da ala direita da República (PL) e Kazimierz Ujazdowski (PL). Todos os seis deputados sentaram-se com os Reformistas e Conservadores Europeus (ECR).
Após a eleição mais recente do Parlamento Europeu em 2019, o partido é agora representado por 3 deputados: Peter Van Dalen, da ChristianUnion, Bas Belder do SGP, e Helmut Geuking do Partido da Família da Alemanha. Peter Van Dalen faz parte do Grupo do Partido Popular Europeu, enquanto os outros fazem parte do ECR.

## Organização

### Congressos
O PPCE organiza duas Assembleias Gerais por ano. Também é realizado um congresso anual dos membros, no qual são discutidos temas específicos. O PPCE também organiza conferências regionais e outros eventos em toda a Europa.

### Presidentes
- Peeter Võsu, 2005–2013
- Peter Östman, 2013–2016
- Branislav Škripek, 2016–presente

## Financiamento
Enquanto partido político europeu registado, o partido tem direito a financiamento público europeu, que tem recebido continuamente desde o seu primeiro pedido em 2010.
Apresenta-se de seguida a evolução do financiamento público europeu recebido pelo partido.
Montante (€)Financiamento público europeu dos partidos políticos europeus0200.000400.000600.000800.0001.000.0002004200720102013201620192022Montantes máximos de financiamento públicoMontantes de financiamento público efetivamente recebidos
Em conformidade com o Regulamento relativo aos partidos políticos europeus e às fundações políticas europeias, o partido também angaria fundos privados para cofinanciar as suas actividades. A partir de 2025, os partidos europeus devem angariar, pelo menos, 10% das suas despesas reembolsáveis a partir de fontes privadas, enquanto o restante pode ser coberto através de financiamento público europeu.
Segue-se a evolução das contribuições e donativos recebidos pelo partido.
Montante (€)Contribuições angariadas pelos partidos políticos europeus10.00020.00030.00040.00050.00060.00020102013201620192022PPCE
Montante (€)Donativos angariados pelos partidos políticos europeus020.00040.00060.00080.000100.00020102013201620192022PPCE

## Membros

### Partidos políticos

#### Membros actuais
| País                                                                        | Partido                                             | Partido   | Status            |
| --------------------------------------------------------------------------- | --------------------------------------------------- | --------- | ----------------- |
| Alemanha                                                                    | Aliança C - Cristãos pela Alemanha                  | AUF & PBC | Extra-parlamentar |
| Alemanha                                                                    | Partido da Família                                  | FP        | Extra-parlamentar |
| Armênia                                                                     | União Democrata-Cristã                              | CDU       | Extra-parlamentar |
| Croácia                                                                     | Crescimento Croata                                  | Hrast     | Oposição          |
| Estónia                                                                     | Partido dos Democratas-Cristãos Estónios            | EKD       | Extra-parlamentar |
| França                                                                      | Partido Cristão Democrata                           | PCD       | Oposição          |
| Geórgia                                                                     | Movimento Democrata-Cristão                         | KDM       | Extra-parlamentar |
| Irlanda                                                                     | Aliança pela Dignidade Humana                       | HDA       | Extra-parlamentar |
| Itália                                                                      | Identidade e Acção                                  | IdeA      | Oposição          |
| Letónia                                                                     | União Democrata-Cristã                              | KDS       | Extra-parlamentar |
| Letónia                                                                     | Com a Letônia no Coração                            | NSL       | Extra-parlamentar |
| Malta                                                                       | Aliança pela Mudança                                | AB        | Extra-parlamentar |
| Moldávia                                                                    | Partido Popular Democrata-Cristão                   | PPCD      | Extra-parlamentar |
| Países Baixos                                                               | União Cristã                                        | CU        | Governo           |
| Países Baixos                                                               | Partido Político Reformado                          | SGP       | Oposição          |
| Polónia                                                                     | Direita da República                                | PR        | Extra-parlamentar |
| Portugal                                                                    | Partido Popular Monárquico                          | PPM       | Extra-parlamentar |
| Reino Unido                                                                 | Aliança Popular Cristã                              | CPA       | Extra-parlamentar |
| Roménia                                                                     | União Democrático dos Checos e Eslovacos da Roménia | DUSCR     | Oposição          |
| Roménia                                                                     | Partido Nacional Agrário Democrata Cristão          | PNȚ-CD    | Extra-parlamentar |
| Suíça                                                                       | Partido Popular Evangélico da Suíça                 | EVP/PEV   | Oposição          |
| Ucrânia                                                                     | União Democrata-Cristã                              | KDS       | Extra-parlamentar |
| Nota: Os partidos realçados a negritos têm deputados no Parlamento Europeu. |                                                     |           |                   |

### Membros individuais
O partido também inclui vários membros individuais, embora, tal como a maioria dos outros partidos europeus, não tenha procurado desenvolver a adesão individual em massa.
Segue-se a evolução da filiação individual no partido desde 2019.
Membros individuaisMembros individuais dos partidos políticos europeus0102030405060201920202021202220232024PPCE

## Nas Instituições Europeias
| Organização        | Instituição                            | Número de lugares |
| ------------------ | -------------------------------------- | ----------------- |
| União Europeia     | Parlamento Europeu                     | 4 / 720           |
| União Europeia     | Comissão Europeia                      | 0 / 27            |
| União Europeia     | Conselho Europeu (Chefes de Governo)   | 0 / 27            |
| União Europeia     | Conselho da União Europeia (Ministros) |                   |
| União Europeia     | Comité das Regiões                     | 0 / 329           |
| Conselho da Europa | Assembleia Parlamentar                 |                   |